# پرویز بهرام
پرویز بهرام (۴ مرداد ۱۳۱۲  – ۶ خرداد ۱۳۹۸) دوبلور، مدیر دوبلاژ، نویسنده، صداپیشهٔ رادیو و بازیگر تئاتر اهل ایران بود.

## زندگی‌نامه
پرویز بهرام در ۴ مرداد ۱۳۱۲ در محله درخونگاه تهران زاده شد. خانوادهٔ او به واسطهٔ شغل پدرش به بابل نقل مکان کردند و به همین دلیل شناسنامهٔ او نیز از بابل صادر شد. او به مدت ۷ سال، ساکن محلّهٔ بی سرتکیهٔ شهر بابل بود. علی‌اکبر بهرام، پدر پرویز بهرام از هنرمندان رشتهٔ گچ‌بری و آینه‌کاری و مجسمه‌سازی بود که نمونه‌های موجود در کاخ گلستان از آثار او است.
پرویز بهرام کارشناس حقوق قضایی و وکیل رسمی دادگستری بود. او کار دوبله را از اواخر دهه ۱۳۲۰ (خورشیدی) و از طریق ملاقاتی که با دوستان خود، هوشنگ لطیف‌پور و جعفر والی داشت، و همچنین حضور در دوبلهٔ فیلم ایتالیایی هنرپیشه آغاز کرد. صدای او از جمله صداهای ماندگار دوبلهٔ ایران بود. یکی از ماندگارترین نمونه کارهای وی، گویندگی به عنوان راوی در مستند «جادهٔ ابریشم» است که مورد توجه ایرانیان قرار گرفته‌است. پرویز بهرام کار دوبله را با ایرج رضایی و هوشنگ لطیف‌پور آغاز کرد.
او در همان ابتدای کار با ایرج رضایی به گویندگی به جای نقش‌های اول فیلم‌ها می‌پرداخت. همچنین آزمون دوبله در ایتالیا را با موفقیت پشت سر گذاشت؛ هرچند به دلایل خانوادگی از رفتن به ایتالیا صرف نظر کرد. در دوبلهٔ فیلم اتللو با بازی سرگئی باندارچوک که توسط هوشنگ لطیف‌پور در اوایل دهه ۱۳۳۰ (خورشیدی) انجام شد با فرستادن نمونهٔ صدا از چندین گوینده به مسکو، صدای پرویز بهرام توسط کارگردان فیلم و همچنین شخص سرگئی باندارچوک برای این نقش (اتللو) انتخاب شد.
پرویز بهرام که سال‌ها به صورت عام‌المنفعه به وکالت اشتغال داشته در مورد انتخاب این شغل گفته‌است که وکالت را به دلیل هنر دراماتیکی که در نفس وکالت وجود داشت انتخاب کرده، زیرا که یک وکیل باید بیان خوبی داشته باشد. حرفه هنرپیشگی و بیان خوب بخشی از کار وکالت است. او سال‌ها در زمینه حق مالکیت پدیدآور، کنش می‌کرد.
پرویز بهرام اهل هنر بودن (شناخت هنر) و برخورداری از مطالعات هنری را در کنار شناخت موسیقی، بازیگری، کارگردانی و فیلم از مشخصات یک مدیر دوبلاژ شایسته و ممتاز می‌دانست و چیدمان درستِ گویندگان را هنر بزرگ یک مدیر دوبلاژ می‌دانست. داشتن ترجمه‌های خوب و در واقع مترجمین هر چه بهتر و باسوادتر و رعایت حقوق مادی و معنوی گویندگان فیلم‌ها و مدیران دوبلاژ از مواردی است که پرویز بهرام برای موفقیت دوبله در آینده توصیه می‌کرد.

## درگذشت
پرویز بهرام که از سال ۱۳۹۳ درگیر بیماری سرطان بود، ساعت ۸ صبح روز ۶ خرداد ۱۳۹۸ در خانهٔ شخصی خود در تهران درگذشت.

## عرصهٔ دوبله
برخی از آثار گوینده:
| نقش                | بازیگر                              | فیلم                            | نکات                                                                     |
| ------------------ | ----------------------------------- | ------------------------------- | ------------------------------------------------------------------------ |
| اتللو              | سرگی پاندارچوک                      | اتللو                           | دوبلهٔ نخست مدیر دوبلاژ: هوشنگ لطیف پور (دوبله شده در استودیو ایران فیلم) |
| هری لایم           | اورسن ولز                           | مرد سوم                         |                                                                          |
| کشیش (پدر مقدس)    | چارلز بیکفورد                       | آوای برنادت                     | مدیر دوبلاژ: احمد رسول‌زاده                                               |
| کاپیتان فیرفاکس ور | پیتر اوستینوف                       | بیلی باد                        |                                                                          |
| چایکوفسکی          | اینوکنتی اسموکتونوفسکی              | چایکوفسکی                       | ساختهٔ ۱۹۷۰                                                               |
| بروتوس             | جیمز میسون                          | ژولیوس سزار                     | جوزف ال. منکیه‌ویچ                                                        |
|                    | فردریک مارچ                         | بینوایان                        |                                                                          |
|                    | رابرت تیلور                         | دلاوران (شوالیه‌های) میزگرد      |                                                                          |
|                    | لارنس اولیویه                       | بازرس                           | مدیر دوبلاژ: ناصر طهماسب                                                 |
| روبس پیر           |                                     | دانتون                          |                                                                          |
|                    | ایو مونتان                          | انتخاب اسلحه                    |                                                                          |
| شوالیه             | ماکس فون سیدو                       | مهر هفتم                        | ساختهٔ اینگمار برگمن سرپرست گویندگان: پرویز بهرام                         |
| امیرکبیر           |                                     | ناصرالدین‌شاه آکتور سینما        | کارگردان: محسن مخملباف                                                   |
| محمد هندو          | محمدعلی نجفی                        | سربداران                        | سریال ایرانی سرپرست گویندگان: علی کسمایی                                 |
|                    | محمد تقی کهنمویی، سعید امیر سلیمانی | هزاردستان                       | سریال ایرانی سرپرست گویندگان: علی کسمایی                                 |
|                    | هربرت لام                           | جنگ و صلح                       | کارگردان: کینگ ویدور                                                     |
|                    | آنتونی هاپکینز                      | تله‌تئاتر اتللو                  |                                                                          |
|                    | کرک داگلاس                          | اولیس                           | کارگردان: ماریو کامرینی                                                  |
| ژان وال‌ژان         | ریشار ژوردان                        | مجموعهٔ تلویزیونی بینوایان       |                                                                          |
| امیرکبیر           | ناصر ملک‌مطیعی                       | مجموعهٔ تلویزیونی سلطان صاحب‌قران | کارگردان: علی حاتمی                                                      |
|                    |                                     | مادام بوواری                    | کارگردان: وینسنت مینلی                                                   |
| جیسون روباردز      |                                     | فیلادلفیا                       | کارگردان: جاناتان دمی                                                    |

## مستند زندگی
فیلم مستند «راوی جاده ابریشم» توسط بابک مینایی مستندساز ایرانی، کارگردانی و تهیه شده که نمایه‌ای از زندگی شخصی و ارتباطات و فعالیت‌های هنری این پیشکسوت عرصهٔ دوبلاژ ایران، به‌شمار می‌رود. در این مستند با پسر او، آرش بهرام، منوچهر والی‌زاده، ایرج رضایی، بهروز رضوی، غلام‌علی افشاریه، مریم نشیبی و شاهرخ نادری گفتگو شده‌است.